# نورمان لايز
كان نورمان ماكلين لايز (1875 - 15 أغسطس 1944) بريطانيًا متخصصًا في الشؤون الإفريقية وناقدًا للإمبريالية. وقد وصف في نعيه المنشور في صحيفة الغارديان بأنه «القائد الملهم متقد الحماس فيما يخص الشؤون الاستعمارية، لا سيما في شرق إفريقيا».

## حياته
ولد نورمان لايز في أسكتلندا ودرس الطب في جامعة غلاسكو حيث تخصص في طب التوليد. وفي عام 1904 أصبح طبيبًا في كينيا، وظل يعمل في خدمة الجيش الاستعماري في إفريقيا طوال ستة عشر عامًا التالية. ولايز، الذي شكلت الاشتراكية الدينية اعتقاده في المساواة العرقية، أصبح من أشد المنتقدين للطريقة التي أثر فيها وصول أصحاب المزارع من البيض على الأفارقة. وكتابه كينيا (1924) الذي وضع مقدمته جيلبيرت موراي قد تم إعادة طبعه في 1925 و1926. واستقال لايز من اللجنة الاستشارية لحزب العمل في أبريل 1931 نتيجة لشعوره بخيبة الأمل بسبب سياسات حكومات حزب العمل الأولى والثانية الخاصة بشرق إفريقيا. وفي عام 1938 أسس صحيفة اشتراكية بعنوان الإمبراطورية (Empire) مع ليونارد بارنيز ويوليوس لويس، والتي استولى عليها فيما بعد المكتب الفابي الاستعماري. في فبراير عام 1939 وضع لايز مذكرة تفاهم لحزب العمل ضد العزل العنصري: وأدرجت المذكرة في مشروع قانون مقدم من ليونارد وولف وقد أصبحت فيما بعد وثيقة رسمية لحزب العمل في عام 1943.
توفي لايز في 15 أغسطس 1944 في يلدنج بمقاطعة كنت. وقد نشرت مراسلاته مع جيه إتش أولدهام في عام 1976.

## الأعمال
- A plan for government by mandate in Africa, 1921
- Kenya, 1924. With an introduction by Gilbert Murray.
- Why the landworker is poor, 1925
- A last chance in Kenya, 1931
- The Colour Bar in East Africa, London: Hogarth Press, 1941